# Lubuk Mindai
Lubuk Mindai is een bestuurslaag in het regentschap Bengkulu Utara van de provincie Bengkulu, Indonesië. Lubuk Mindai telt 828 inwoners (volkstelling 2010).